# SKMB Boskovice
SKMB Boskovice je český klub ledního hokeje, který sídlí ve městě Boskovice v Jihomoravském kraji. Založen byl v roce 1937 pod názvem SK Boskovice. Svůj současný název nese od roku 2025. Od sezóny 2025/26 působí v Jihomoravské a Zlínské krajské lize, čtvrté české nejvyšší soutěži ledního hokeje. Klubové barvy jsou červená a černá.
Své domácí zápasy odehrává na zimním stadionu Boskovice s kapacitou 500 diváků.

## Historické názvy
Zdroj: 
- 1937 – SK Boskovice (Sportovní klub Boskovice)
- 1941 – HC Velen Boskovice (Hockey Club Velen Boskovice)
- 195? – TJ Spartak Boskovice (Tělovýchovná jednota Spartak Boskovice)
- 196? – TJ Minerva Boskovice (Tělovýchovná jednota Minerva Boskovice)
- 2000 – SK Minerva Boskovice (Sportovní klub Minerva Boskovice)
- 2025 – SKMB Boskovice

## Přehled ligové účasti
Stručný přehled
Zdroj: 
- 1999–2000: Jihomoravský krajský přebor (4. ligová úroveň v České republice)
- 2003–2004: Jihomoravský krajský přebor (4. ligová úroveň v České republice)
- 2004–2007: Krajský přebor Jižní Moravy a Zlína (4. ligová úroveň v České republice)
- 2007–2022 : Jihomoravská a Zlínská krajská liga (4. ligová úroveň v České republice)
- 2025– : Jihomoravská a Zlínská krajská liga (4. ligová úroveň v České republice)

Jednotlivé ročníky
Zdroj: 
Legenda: ZČ – základní část, JMK – Jihomoravský kraj, červené podbarvení – sestup, zelené podbarvení – postup, fialové podbarvení – reorganizace, změna skupiny či soutěže
| Česko (1999 – ) |                                     |           |           |                                     |                     |
| Sezóny          | Soutěž                              | Úroveň    | ZČ        | Play-off, nadstavba, sk. o udržení… | Poznámky            |
| 1999/00         | Jihomoravský krajský přebor         | 4. úroveň | 1. místo  |                                     | Baráž               |
| ...             |                                     |           |           |                                     |                     |
| 2003/04         | Jihomoravský krajský přebor         | 4. úroveň | 3. místo  | Semifinále                          | Reorganizace        |
| 2004/05         | Krajský přebor Jižní Moravy a Zlína | 4. úroveň | 3. místo  | Čtvrtfinále                         |                     |
| 2005/06         | Krajský přebor Jižní Moravy a Zlína | 4. úroveň | 4. místo  | Semifinále JMK                      |                     |
| 2006/07         | Krajský přebor Jižní Moravy a Zlína | 4. úroveň | 7. místo  | Semifinále JMK                      | Změna názvu soutěže |
| 2007/08         | Jihomoravská a Zlínská krajská liga | 4. úroveň | 10. místo | Čtvrtfinále JMK                     |                     |
| 2008/09         | Jihomoravská a Zlínská krajská liga | 4. úroveň | 8. místo  | Čtvrtfinále JMK                     |                     |
| 2009/10         | Jihomoravská a Zlínská krajská liga | 4. úroveň | 4. místo  | Finále JMK                          |                     |
| 2010/11         | Jihomoravská a Zlínská krajská liga | 4. úroveň | 3. místo  | Vítěz play-off JMK                  |                     |
| 2011/12         | Jihomoravská a Zlínská krajská liga | 4. úroveň | 4. místo  | Finále JMK                          |                     |
| 2012/13         | Jihomoravská a Zlínská krajská liga | 4. úroveň | 8. místo  | Semifinále JMK                      |                     |
| 2013/14         | Jihomoravská a Zlínská krajská liga | 4. úroveň | 6. místo  | Čtvrtfinále JMK                     |                     |
| 2014/15         | Jihomoravská a Zlínská krajská liga | 4. úroveň | 5. místo  | Semifinále JMK                      |                     |
| 2015/16         | Jihomoravská a Zlínská krajská liga | 4. úroveň | 2. místo  | Semifinále                          |                     |
| 2016/17         | Jihomoravská a Zlínská krajská liga | 4. úroveň | 3. místo  | Vítěz                               | Kvalifikace         |
| 2017/18         | Jihomoravská a Zlínská krajská liga | 4. úroveň | 1. místo  | Vítěz                               | Kvalifikace         |
| 2018/19         | Jihomoravská a Zlínská krajská liga | 4. úroveň | 4. místo  | Semifinále                          |                     |
| 2019/20         | Jihomoravská a Zlínská krajská liga | 4. úroveň |           |                                     |                     |